# بيدة
السجادة أو البيدة أو الغِمدية أو زهرة الغمد أو النَّجَد أو النِّجْدَة أو كوليوس أو الشار (باللاتينية:  Coleus) جنس نباتي يتبع الفصيلة الشفوية ويضم نوعين مقبولين و51 نوعا لم يحسم أمرها بعد.

## أنواع البيدة
- بيدة فورسكول (باللاتينية:  Coleus forskohlii)
- بيدة قنفاء (باللاتينية: Coleus decurrens)